# Шевченківська сільська рада (Більмацький район)
| Шевченківська сільська рада — колишній орган місцевого самоврядування у Більмацькому районі Запорізької області з адміністративним центром у с. Шевченківське. Сільській раді підпорядковані населені пункти: - с. Шевченківське - с. Руденка - с. Тернове - с. Труженка |

## Склад ради
Рада складається з 16 депутатів та голови.

### Керівний склад ради
| ПІБ                         | Основні відомості                                                             | Дата обрання | Дата звільнення |
| --------------------------- | ----------------------------------------------------------------------------- | ------------ | --------------- |
| Крамар Геннадій Миколайович | Сільський голова, 1973 року народження, освіта, позапартійна                  | 26.03.2006   | 31.10.2010      |
| Крамар Геннадій Миколайович | Сільський голова, 1973 року народження, освіта середня загальна, безпартійний | 31.10.2010   |                 |

Примітка: таблиця складена за даними джерела